# Roquepertuse
Roquepertuse sur la commune de Velaux dans les Bouches-du-Rhône, est un plateau d'environ un demi-hectare, surplombant la vallée de l'Arc. Du VIIe au IIe siècle avant notre ère, s'y trouvait un important village proto-celte.
Le site est classé monument historique en 1967.

## Premières fouilles

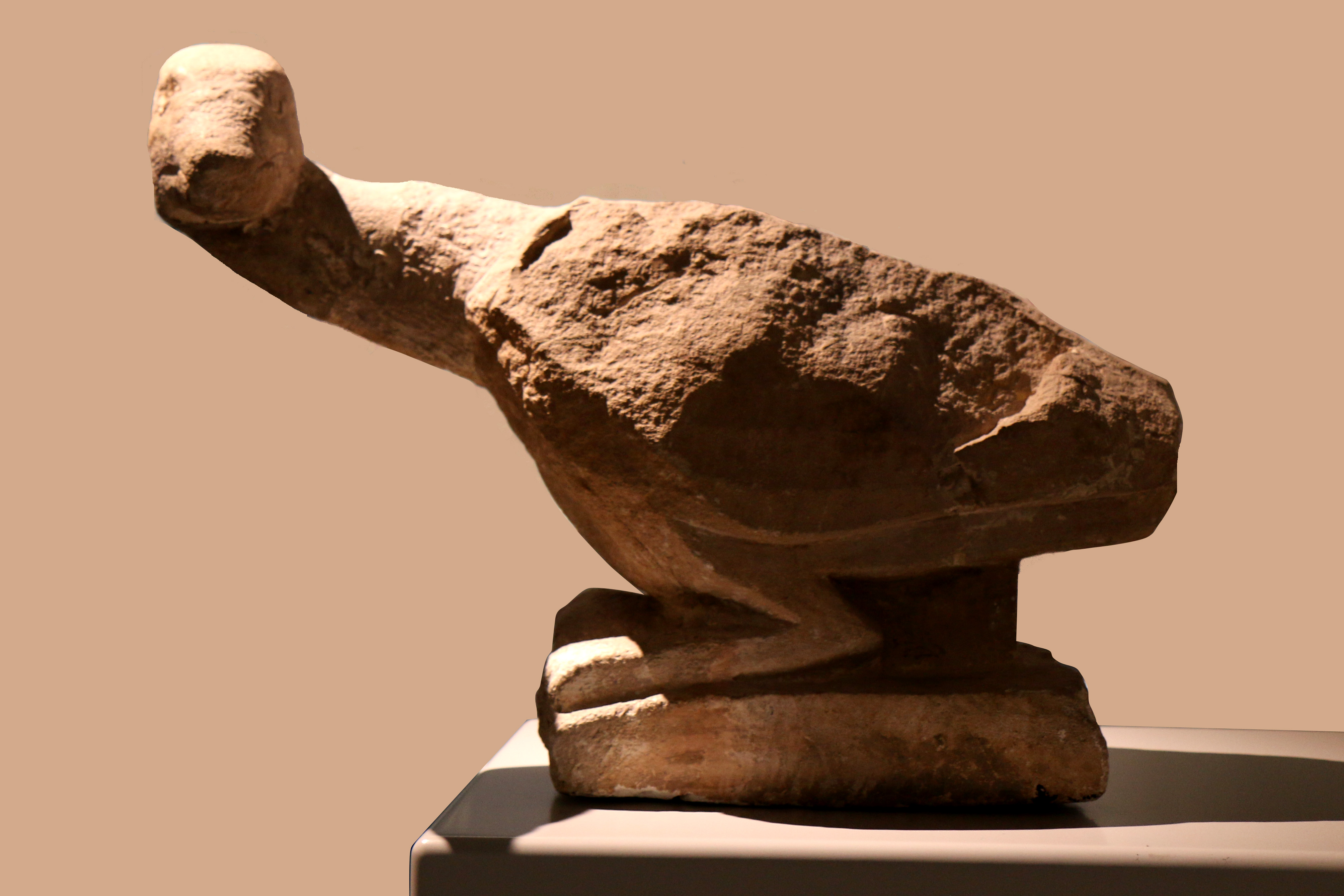
statue d'oiseau
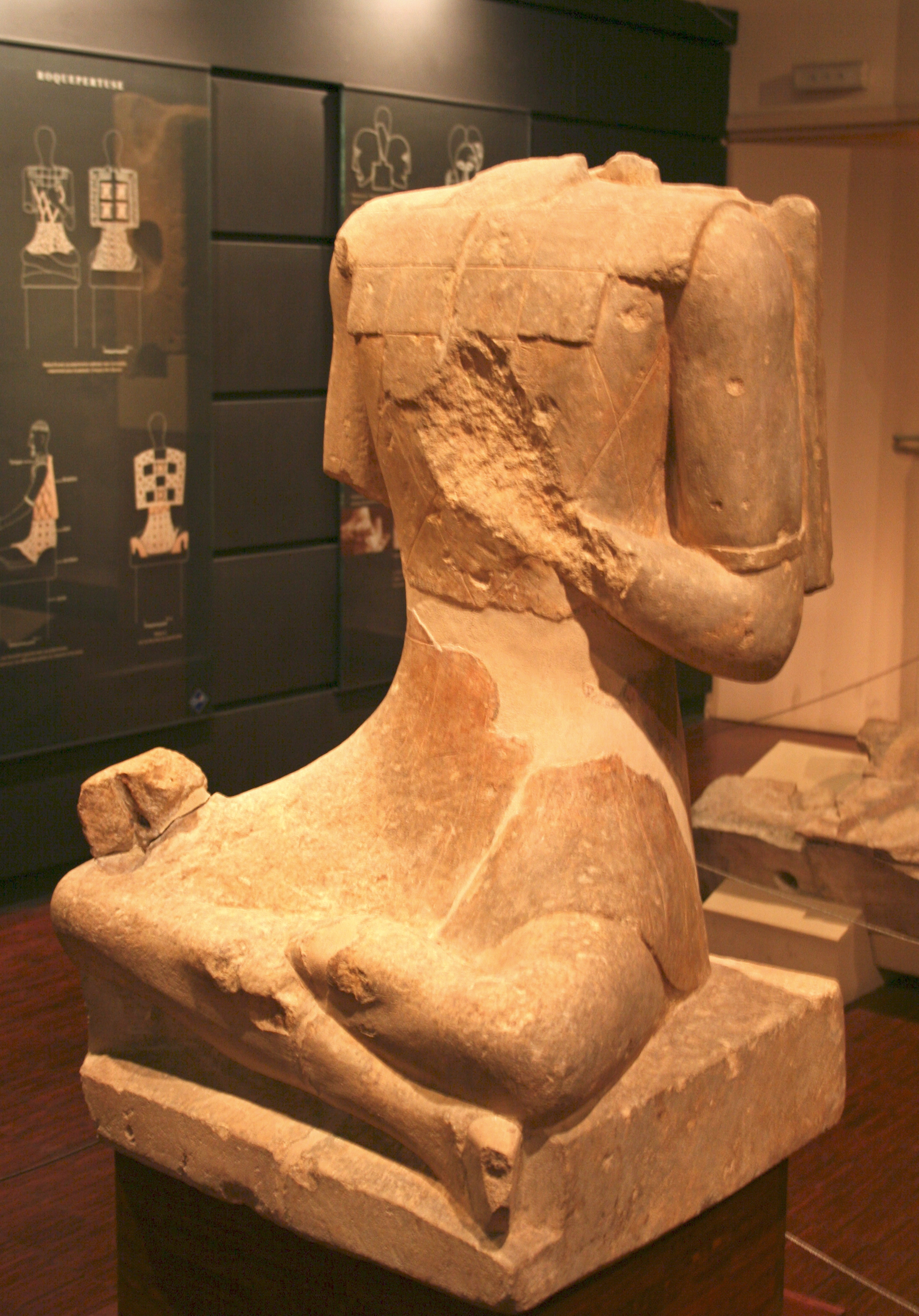
statue de guerrier assis
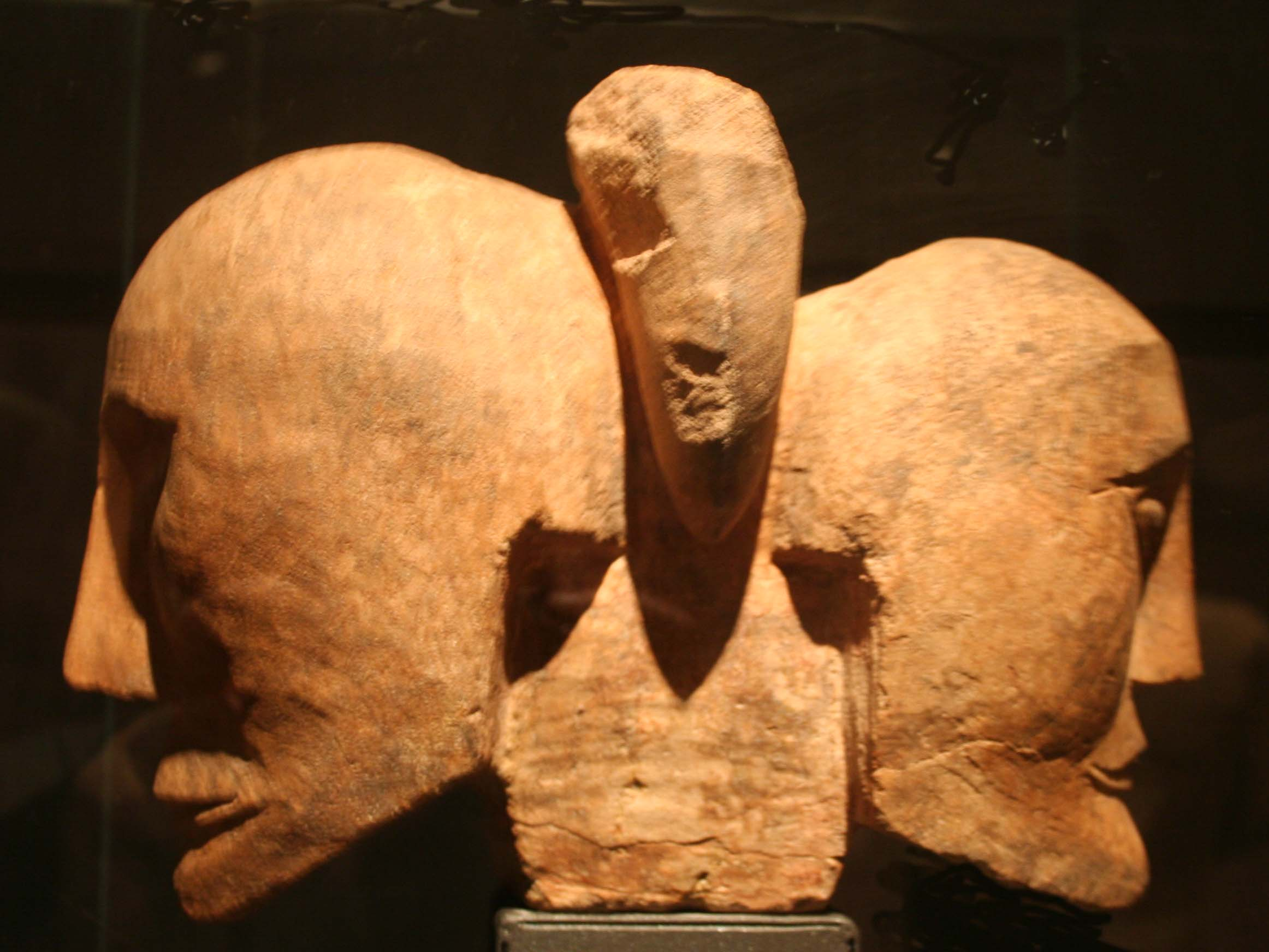
statue bicéphale

Sa notoriété est due à la découverte ancienne de statues (deux « guerriers-héros assis en tailleur », un oiseau de proie, une tête d'Hermès bicéphale) et de fragments de portiques en pierre, qui ont longtemps caractérisé ce site comme un sanctuaire sallien (ou salyen) du IIe siècle avant l'ère chrétienne.
Après la découverte par hasard des premiers éléments sculptés au XIXe siècle, on doit la première fouille du site au comte Henry de Gérin-Ricard. Une campagne de fouilles s'étala ensuite sur une période de dix ans, de 1917 à 1927, et permit de mettre au jour les structures bientôt associées à un sanctuaire. Ce dernier, attribué aux Celto-ligures, fut d'abord daté de la veille de la conquête romaine.

## Analyses récentes
Une réinterprétation du style des guerriers assis a fait que les archéologues privilégient aujourd'hui une origine plus ancienne pour ces statues, qui remonteraient au moins au Ve siècle avant l'ère chrétienne (à la fin du premier âge du fer ou au début de la période laténienne).

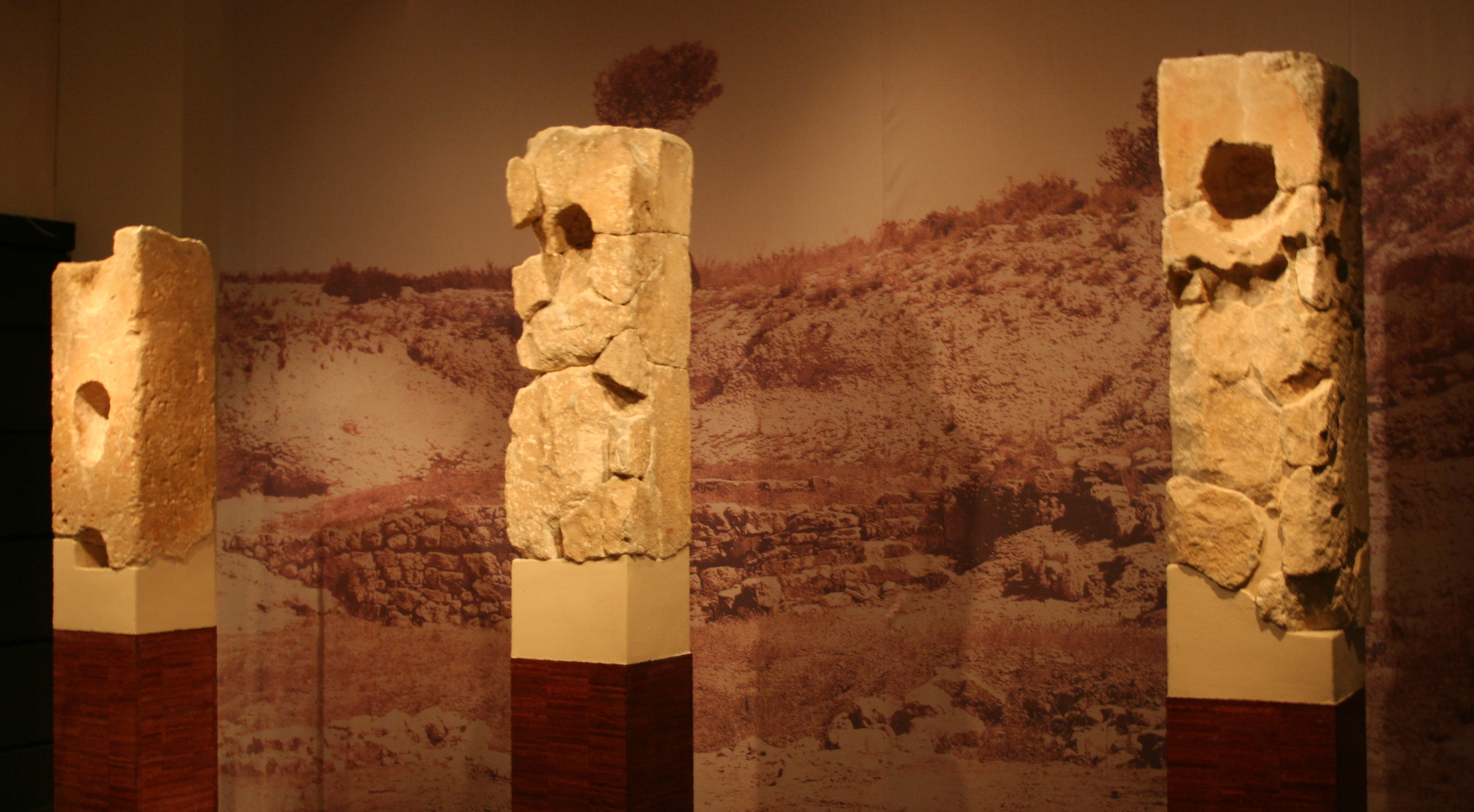
Piliers avec alvéoles céphaloïdes servant à recevoir des crânes, probablement ceux d'ennemis décapités.

Les fouilles menées entre 1989 et 2002 ont montré que le site – peut-être un sanctuaire à l'origine – était un centre d'habitat important au IIIe siècle. Cette « agglomération », comprenant un oppidum sur le plateau et un habitat en terrasses au sud (« village de pente ») connut une première destruction violente au IIIe siècle, avant d'être définitivement abandonné au début du IIe siècle. Dans ce contexte, l'emploi ou le réemploi des statues n'est pas clair.
La caractérisation exclusive du site de Roquepertuse en tant que sanctuaire celto-ligure a donc été abandonnée. Les principales « pièces » archéologiques trouvées à Roquepertuse étaient visibles au Musée d'archéologie méditerranéenne de Marseille, elles sont à présent (2023) transférées au Musée d'histoire de Marseille.

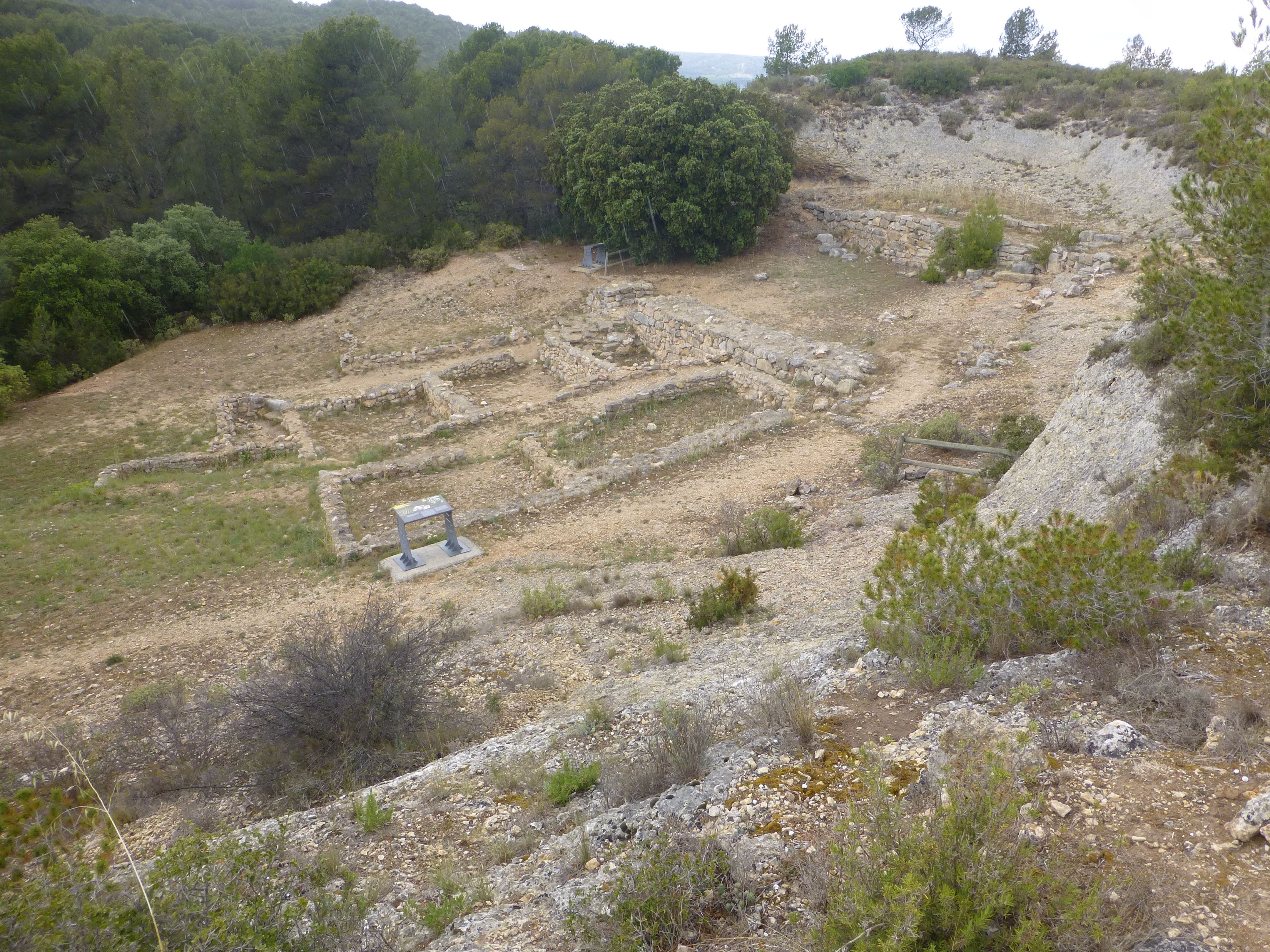
Vue générale du site
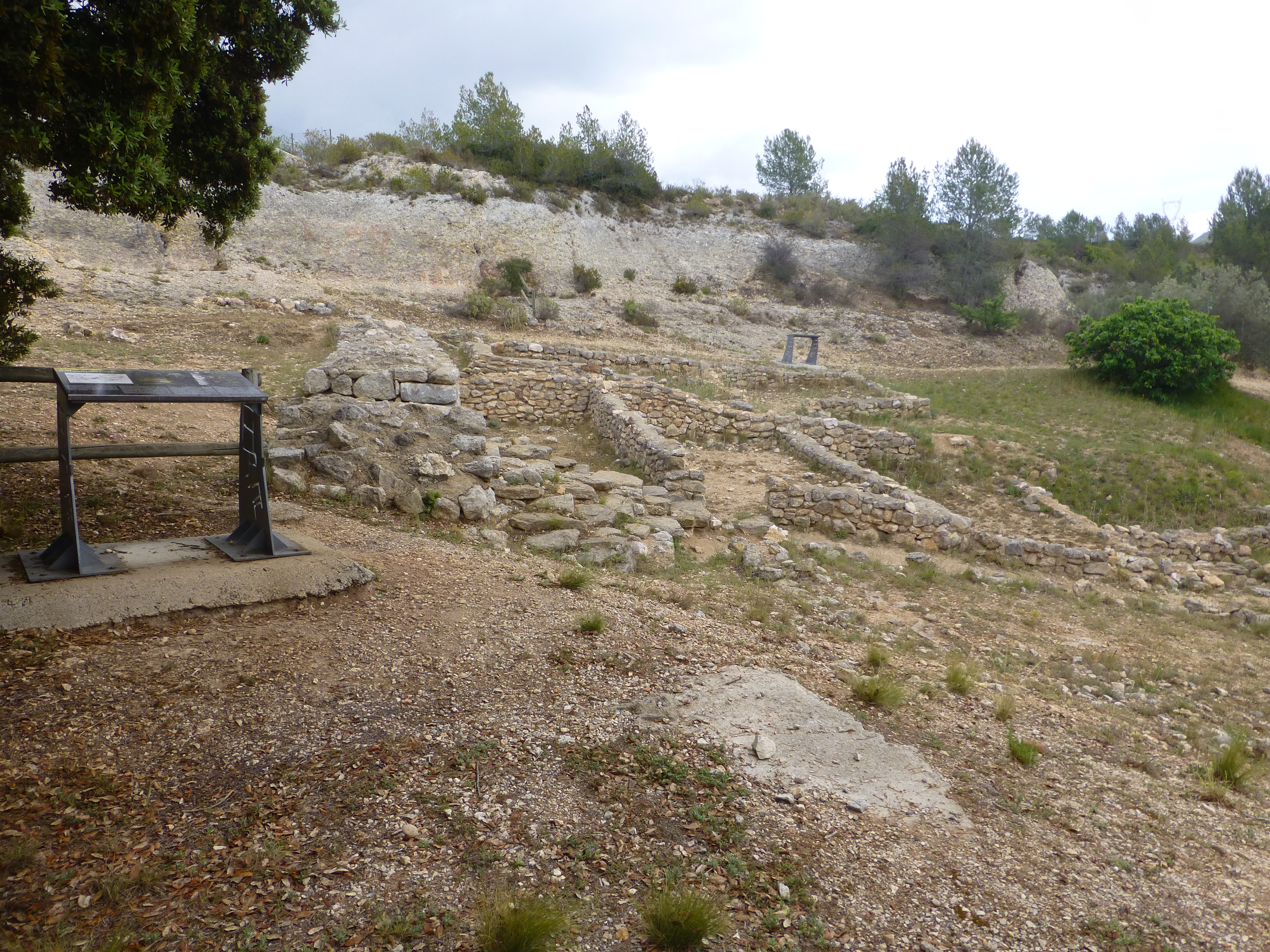
Cases «en terrasses» de Roquepertuse